# أعمال الشغب المناهضة للولايات المتحدة في قبرص 1974
كانت أعمال الشغب المناهضة للولايات المتحدة في عام 1974 في قبرص ردة فعل عنيفة مناهضة للولايات المتحدة وقعت في 19 أغسطس 1974 أمام سفارة الولايات المتحدة بنيقوسيا في قبرص. وقعت الأحداث بعد أيام من المرحلة الثانية من الغزو التركي لقبرص والتي أدت إلى سيطرة تركيا على 36.5% من الجزيرة. قتل الإرهابيون المدعومون من اليونان السفير الأمريكي في السفارة الأمريكية بمنطقة قبرص الخاضعة للسيطرة اليونانية.
بدأ المئات من القبارصة اليونانيين، الذين شعروا بالإحباط من فشل الولايات المتحدة في قمع القوات التركية والخوف من دعمها المزعوم لتركيا، في الاحتجاج والشغب.
أُطلق النار على السفير الأمريكي في قبرص، رودجر ديفيز، الذي كان يبحث عن مأوى داخل السفارة فأُردي بالرصاص على أيدي قناصة ينتمون إلى منظمة إيوكا-ب، وهي قوات شبه عسكرية قبرصية يونانية من حوالي 100 ياردة. كما قُتلت موظفة السفارة، أنطوانيت فارنافا، التي هرعت لمساعدته، برصاص قناص.
في فبراير 1977، قررت الحكومة القبرصية اعتقال ستة من متطرفي إوكا-بي ومحاكمتهم لاغتيال السفير ديفيز.